# Marian Seyda
Marian Seyda (n. 7 iulie 1879, Posen, Regatul Prusiei – d. 17 mai 1967, Buenos Aires, Argentina) a fost un politician polonez și publicist legat de mișcarea națională, în al II-a RP deputat, senator, fratele lui Władysław, al lui Zygmunt și al Pelagiei Schittek.

## Biografie
La liceu a fost membru al organizației secrete de auto-educație „Czerowna Róża” („Trandafirul Roșu”), apoi a aderat la Asociația Tinerilor Polonezi „Zet”, iar de la jumătatea anului 1900 a început să fie membru al Ligăi Naționale. Câțiva ani mai târziu a devenit membru al consiliului organizației „Straż” („Garda”) – asociație înființată în 1905 în Poznań care a avut ca scop apărarea intereselor poloneze în Prusia. De la începuturile secolului XX îndeplinea funcție de comisar al Ligăi Naționale pe partea prusească.
Spre sfârșitul anului 1915 a plecat în Elveția ca reprezentant al Democrației Naționale din Wielkopolska și a cofondat Agenția Centrală Poloneză din Lausanne. Pe 15 august 1917, sub conducerea lui Roman Dmowski, a fost înființat Comitetul Național Polonez din Lausanne, iar Marian Seyda a devenit membrul lui. În 1919 a fost expert în probleme politice lângă delegația pentru conferința de pace din Paris, membru al Comisie Părții Prusești și membru al Consiliul Permanent.
După întoarcerea sa în Polonia s-a implicat în muncă politică în calitate de deputat în Parlamentul Legislativ, unde a fost vicepreședinte al Comisiei Afacerilor Externe. Apoi a îndeplinit această funcție când a fost ales în Parlament în 1922. Când în 1923 a fost stabilit așa-numitul pactul de Lanckorona, a devenit ministru al afacerilor externe. După coup d’etat din mai 1926 s-a întors la muncă în presă și în septembrie 1926 a devenit șef-redactor al ziarului Kurier Poznański (Curierul de Poznań). Apoi a devenit senator în județul Poznań în 1928 și apoi în 1930. În 1936, nefiind de acord cu politica „tinerilor” din Partidul Național s-a retras din participare activă la conducerea partidului.
După prăbușirea celui de-Al doilea Război Mondial, a intrat în componența guvernului lui Władysław Sikorski, inițial în calitate de membru al Comitetului Miniștrilor pentru Problemele Țării, iar în 1940 a devenit ministru al justiției. Mai târziu a îndeplinit funcție de ministru al problemelor de congres. După abdicarea lui Stanisław Mikołajczyk în ziua de 24 noiembrie 1944, Seyda nu a devenit membru al guvernului lui Tomasz Arciszewski. În perioada aceea din nou s-a concentrat la ziaristică. În articolele sale cerea aprobare internațională a graniței de Vest a Poloniei. A avut atitudine intrasingentă față de încercări de stabilire a relațiilor diplomatice cu USRR bazate pe un compromis. După război a rămas în exil.